# 에이리얼 (음악 그룹)
에이리얼은 대한민국의 전 걸그룹이다. 2020년 싱글 [Wake Me Up]으로 데뷔했다.

## 음반
- Wake Me Up (2020)